# ヨナス・イェレブコ
ヨナス・イェレブコ（Jonas Jerebko、1987年3月2日 - ）は、スウェーデンのプロバスケットボール選手。ヴェストラ・イェータランド県ボロース出身。ポジションはパワーフォワード。208cm、105kg。スウェーデン人初のNBA選手として9シーズンプレーした。

## 来歴
父親はロシア系アメリカ人で、シラキューズ大学でプレーした後、スウェーデンのプロリーグでプレーした。父親の出身地にあるニューヨーク州立大学バッファロー校へ進学したが、中退し、スウェーデンのバスケットボールチームと契約した。1シーズンプレーした後、スウェーデンリーグのトップチームに加入し、そのシーズンもチームは優勝した。シーズン終了後、セリエAのパッラカネストロ・ビエッラに移籍した。2008年のNBAドラフトへのエントリーを表明したが、後に撤回し、もう1年イタリアで経験を積むことを選んだ。イェレブコの大学時代のコーチで、ESPNのアナリストとなった、Fran Fraschillaは、イェレブコを2009年のNBAドラフトにおけるヨーロッパ出身の優れた5人の選手の1人であると語った。
ドラフトでは2巡目で、デトロイト・ピストンズに指名された。イェレブコはスウェーデン出身選手として、アメリカ人でスウェーデン生まれのマイルズ・サイモンに次いでNBAドラフト史上2人目に指名された選手となった。スウェーデンにゆかりのある選手としては、他に母親がスウェーデン人のジョアキム・ノアや、スウェーデンの市民権を持っているマチェイ・ランペ、ダミール・マルコータがいる。同年8月、ピストンズと2年契約を結んだ。プレシーズンゲームでジャマール・マグロアと乱闘を起こし、1試合の出場停止処分を受けた。
2010年10月5日のマイアミ・ヒートとのプレシーズンゲームで右のアキレス腱を断裂する重傷を負い、シーズンを棒に振った。
2011年12月9日、ピストンズと4年1800万ドルで再契約を果たした。
2015年2月19日、トレードでボストン・セルティックスに移籍。NBA入りして初めてNBAプレーオフを経験。7月9日にはセルティックスと2年間の再契約を結んだ。
2017年7月12日、ユタ・ジャズと2年820万ドルで契約合意したが、1年で契約解除された。
2018年7月、ゴールデンステート・ウォリアーズと契約。2018年12月22日のダラス・マーベリックス戦で自己最多の23得点を記録した。2018-19シーズンはスウェーデン人として初のNBAファイナルに出場したものの、トロント・ラプターズに2勝4敗で敗れた。

### ロシアでのキャリア(2019-現在)
2019年8月、ロシアのBCヒムキへ2年契約で加入した。VTBユナイテッドリーグでは16試合に出場し、1試合平均22.1分の出場で、10.3得点、4.6リバウンド、1.9アシスト、ユーロリーグでは28試合に出場し、1試合平均23.2分の出場で、11.2得点、4.7リバウンド、1.7アシストという成績を残した。
2020-2021シーズンはVTBユナイテッドリーグでは8試合に出場し、1試合平均22.8分の出場で、9.5得点、5.6リバウンド、1.0アシスト、ユーロリーグでは15試合に出場し、1試合平均25.7分の出場で、11.5得点、5.5リバウンド、1.6アシストという成績を残していた。チームからは給与未払いの状態が続き、2021年1月23日、グレッグ・モンローと共に契約解除となった。
2022年3月30日、VTBユナイテッドリーグに所属するCSKAモスクワとの契約が発表された。しかし、2022年ロシアのウクライナ侵攻から1ヶ月後というタイミングでの契約発表については、母国スウェーデンや世界中から大きな批判を受けることとなり、スウェーデン代表からも追放される羽目になってしまった。因みにイェレブコは父親がロシアにルーツを持つ。

## 個人成績

### NBAレギュラーシーズン
| シーズン  | チーム    | GP  | GS  | MPG  | FG%  | 3P%  | FT%  | RPG | APG | SPG | BPG | TO  | PPG |
| --------- | --------- | --- | --- | ---- | ---- | ---- | ---- | --- | --- | --- | --- | --- | --- |
| 2009–10   | DET       | 80  | 73  | 27.9 | .481 | .313 | .710 | 6.0 | .7  | 1.0 | .4  | 1.0 | 9.3 |
| 2011–12   | DET       | 64  | 13  | 22.9 | .468 | .302 | .806 | 4.8 | .7  | .6  | .3  | 1.0 | 8.7 |
| 2012–13   | DET       | 49  | 2   | 18.2 | .449 | .301 | .773 | 3.8 | .9  | .8  | .2  | .9  | 7.7 |
| 2013–14   | DET       | 64  | 0   | 11.6 | .471 | .419 | .729 | 2.7 | .6  | .3  | .1  | .7  | 4.2 |
| 2014–15   | DET       | 46  | 0   | 15.3 | .460 | .368 | .861 | 3.1 | .9  | .6  | .2  | .6  | 5.2 |
| 2014–15   | BOS       | 29  | 0   | 18.2 | .431 | .406 | .833 | 4.8 | 1.0 | .7  | .2  | .6  | 7.1 |
| 2014-15計 | BOS       | 75  | 0   | 16.4 | .446 | .386 | .848 | 3.8 | .9  | .6  | .2  | .6  | 6.0 |
| 2015–16   | BOS       | 78  | 0   | 15.1 | .413 | .398 | .782 | 3.7 | .8  | .3  | .3  | .7  | 4.4 |
| 2016–17   | BOS       | 78  | 6   | 15.8 | .435 | .346 | .703 | 3.5 | .9  | .3  | .2  | .5  | 3.8 |
| 2017–18   | UTA       | 74  | 19  | 15.3 | .466 | .414 | .807 | 3.3 | .6  | .3  | .2  | .4  | 5.8 |
| 2018–19   | GSW       | 73  | 6   | 16.7 | .459 | .367 | .800 | 3.9 | 1.3 | .4  | .2  | .6  | 6.3 |
| 通算：9年 | 通算：9年 | 635 | 119 | 17.8 | .457 | .363 | .770 | 4.0 | .8  | .5  | .2  | .7  | 6.2 |

- 2010-11シーズンは故障のため出場なし

### NBAプレーオフ
| シーズン  | チーム    | GP | GS | MPG  | FG%  | 3P%  | FT%   | RPG | APG | SPG | BPG | TO | PPG |
| --------- | --------- | -- | -- | ---- | ---- | ---- | ----- | --- | --- | --- | --- | -- | --- |
| 2015      | BOS       | 4  | 0  | 17.0 | .333 | .000 | .500  | 3.5 | .3  | .5  | .3  | .8 | 2.8 |
| 2016      | BOS       | 6  | 4  | 27.0 | .478 | .318 | .800  | 6.8 | 1.7 | .3  | .7  | .8 | 9.2 |
| 2017      | BOS       | 12 | 0  | 10.7 | .484 | .333 | 1.000 | 2.4 | 1.0 | .4  | .3  | .5 | 3.6 |
| 2018      | UTA       | 10 | 0  | 7.9  | .421 | .167 | 1.000 | 1.6 | .3  | .3  | .0  | .1 | 1.9 |
| 2019      | GSW       | 16 | 0  | 7.6  | .286 | .263 | .833  | 2.1 | .8  | .1  | .1  | .1 | 2.1 |
| 出場：5回 | 出場：5回 | 48 | 4  | 11.6 | .405 | .273 | .870  | 2.8 | .8  | .3  | .2  | .4 | 3.4 |

## 人物・エピソード
- NBAで9シーズン過ごした後、ユーロリーグに所属するBCヒムキへ移籍する際にあたっては、近年のユーロリーグは成長しており、リーグに所属する複数のチームはNBAのチーム相手にも勝てると語っていた[15][16]。
- ボストン・セルティックス在籍時の2016年にはeスポーツチームを買収しチームのオーナーとなった[17][18]。

## スウェーデン代表
2013年のユーロバスケットの代表メンバーに選出され、1次ラウンド全5試合に出場し、1試合平均28.8分の出場で、16.0得点、6.8リバウンド、2.4アシストという成績を残した。
2021年2月20に行われたユーロバスケット2022予選トルコ戦で久しぶりの代表復帰を果たした。
2023年FIBAバスケットボール・ワールドカップの予選にも出場していたが、CSKAモスクワとの契約を発表したことにより、スウェーデン代表としてプレーする資格がないと判断され、代表チームから事実上追放処分を受けた。